# Empis scatophagina
Empis scatophagina är en tvåvingeart som beskrevs av Axel Leonard Melander 1902. Empis scatophagina ingår i släktet Empis och familjen dansflugor.
Artens utbredningsområde är Alaska. Inga underarter finns listade i Catalogue of Life.